# Glenn Dubin
Glenn Dubin (Manhattan, 13 aprile 1957) è un manager statunitense, miliardario, gestore di hedge fund, presidente di Dubin & Co. LP, una società di investimento privata. È cofondatore di Highbridge Capital Management, una società di gestione patrimoniale alternativa con sede a New York, e membro fondatore del consiglio di amministrazione della Robin Hood Foundation.
Secondo Forbes, nel febbraio 2024 il suo patrimonio netto era di 2,9 miliardi di dollari.

## Biografia
Glenn Russell Dubin è nato da una famiglia della classe media ebraica nel quatrtiere Washington Heights di Upper Manhattan, New York. È il figlio maggiore di Harvey e Edith Dubin. Suo padre, Harvey (1926–2011), era un tassista, che in seguito lavorò nella produzione di abiti. Sua madre, Edith (1928–2019), era un'immigrata ebrea austriaca che lavorava come amministratrice ospedaliera.
Dubin ha frequentato la scuola pubblica alla PS 132 di Washington Heights e ha continuato a frequentare il college alla Stony Brook University, dove si è laureato in economia nel 1978. Era anche membro della squadra di football della scuola. Nel maggio 2012 la Stony Brook University gli ha conferito la laurea honoris causa in lettere per i suoi contributi nel campo della finanza e della filantropia.

## Carriera
Dubin ha iniziato la carriera nel settore finanziario come agente di borsa al dettaglio presso EF Hutton & Co. nel 1978. Lì ha incontrato Paul Tudor Jones.
Nel 1984, Glenn Dubin e il suo amico d'infanzia Henry Swieca hanno co-fondato Dubin & Swieca Capital Management. La società è stata una delle prime società di fondi di fondi che ha costruito portafogli di hedge fund multi-manager guidati dai principi della moderna teoria del portafoglio. Nel 2005 l'azienda è stata ribattezzata Corbin Capital Partners, poiché Dubin e Swieca non erano più coinvolti nella gestione quotidiana dell'azienda. Secondo quanto riferito, il nuovo nome ha avuto origine da un incrocio a Washington Heights dove i fondatori si incontrarono per la prima volta quando avevano 5 anni.
Nel 1992, Dubin e Swieca fondarono Highbridge Capital Management con 35 milioni di dollari di capitale, nominando la società istituzionale di gestione patrimoniale alternativa in onore dell'acquedotto del 19º secolo che collega Washington Heights con il Bronx. Alla fine del 2004, JP Morgan Asset Management, una divisione di JPMorgan Chase, ha acquistato una partecipazione di maggioranza in Highbridge per 1,3 miliardi di dollari.
Tra il 2004 e il 2007, Highbridge è cresciuta fino a raggiungere oltre 35 miliardi di dollari di asset in gestione.  Nel 2006, Highbridge ha investito come joint venture nel Gruppo Louis Dreyfus per aumentare l'accesso e il controllo della fornitura di energia nei mercati commerciali. Nel luglio 2009, JP Morgan Asset Management ha completato l'acquisto di tutte le restanti azioni della società.  Dopo l'acquisto, Dubin è rimasto l'amministratore delegato di Highbridge.
Nell'ottobre 2012, è stato annunciato che Dubin, Paul Tudor Jones e Timothy Barakett facevano parte di un gruppo di investitori che effettuavano operazioni di energia mercantile, allora chiamata Louis Dreyfus Highbridge Energy ("LDH Energy"), e ribattezzavano la società Castleton Commodities International, LLC.
Nel 2013, Dubin ha fondato, con sede a Hudson Yard, la società di commercio quantitativo Engineers Gate Manager LP. Nel 2015, CCI ha acquisito l'attività Global Oil Merchanting di Morgan Stanley, creando uno dei più grandi gruppi indipendenti al mondo nel commercio di energia.  Dubin era il presidente non esecutivo e rimane membro del consiglio di amministrazione e principale azionista dell'azienda.
Nel gennaio 2020, Dubin ha annunciato che si sarebbe ritirato dal settore degli hedge fund dopo quattro decenni per concentrarsi sugli investimenti privati e sulla filantropia attraverso il suo family office, Dubin & Co.

## Filantropia
Nel 1987, a Dubin fu chiesto dal suo collega manager di hedge fund e amico Paul Tudor Jones di unirsi a lui e Peter Borish in un progetto di venture philanthropy che Jones aveva concepito e avviato. La risultante Robin Hood Foundation ha raccolto e concesso più di 3 miliardi di dollari per combattere la povertà nella città di New York.  Dubin fa parte del consiglio sin dalla sua fondazione, è un ex presidente del consiglio, e siede nel sottocomitato per il lavoro e la sicurezza economica.
Nel 2010, Dubin ha istituito la Dubin Fellowship for Emerging Leaders presso il Center for Public Leadership, un centro di ricerca accademica presso la Harvard Kennedy School, con una donazione di 5 milioni di dollari.  Aveva stretto un rapporto con la scuola due anni prima mentre parlava davanti agli studenti della scuola.  La borsa di studio fornisce lezioni per un massimo di dieci studenti ogni anno.  Dubin fa anche parte del comitato esecutivo della Kennedy School.
Nel 2010, la famiglia Dubin ha donato 4,3 milioni di dollari alla Stony Brook University per la creazione del Dubin Family Athletic Performance Center nello Stony Brook Indoor Sports Complex. Nel 2015, la famiglia Dubin ha donato 5 milioni di dollari per la creazione della struttura di allenamento indoor della Stony Brook University, aperta nel 2020.
Dubin è un amministratore del Mt. Sinai Medical Center. Lui e sua moglie hanno finanziato il Dubin Breast Center del Tisch Cancer Institute sul Monte Sinai nel 2010 per fornire un'assistenza mammaria integrata e completa in un ambiente incentrato sul paziente. Il Centro multidisciplinare è diretto da Elisa Porto.
Il 19 aprile 2012, Dubin e sua moglie Eva hanno firmato The Giving Pledge, creato da Bill Gates e Warren Buffett.  L'impegno è quello di donare almeno il 50% della propria ricchezza in beneficenza nel corso della propria vita.

## Donazioni politiche
Dubin è noto per le donazioni a cause democratiche e ha donato 75.000 dollari nel 2019. Ha donato alle campagne del Congresso dei democratici Abigail Spanberger, Gil Cisneros, Max Rose, Dan McCready ed Elaine Luria. Ha anche donato 1.000 dollari ciascuno alle campagne presidenziali dei democratici Steve Bullock e Michael Bennet. Pete Buttigieg ha ricevuto 2.800 dollari da Dubin.
Nel 2023, Dubin ha donato $ 100.000 dollari al Super PAC e alla campagna di Ramaswamy.

## Vita privata
Nel 1994 Dubin si è soposato con il medico Eva Andersson. La coppia ha tre figli.
Dubin ha visto Eva per la prima volta sulla pagina sei del New York Post in una foto da modella. Lei è stata miss Svezia nel 1980. I Dubin vivono a Manhattan e possiedono proprietà nella contea di Gunnison in Colorado e in Svezia. 

## Dubin e Jeffrey Epstein
Esistono diversi collegamenti tra Dubin e Jeffrey Epstein. Epstein ha investito milioni nell'hedge fund di Dubin e ha aiutato JPMorgan ad acquisire l'azienda di Dubin. Epstein aveva frequentato la moglie di Dubin, Eva Andersson, per quasi un decennio a partire dagli anni '80 e i Dubin continuarono a mantenere un'amicizia con Epstein, anche dopo l'arresto di Epstein per traffico sessuale nel 2006. Nella testimonianza nella causa civile di Virginia Giuffre del 2015 contro Ghislaine Maxwell, Giuffre ha testimoniato che Maxwell le aveva detto di "fare sesso con Glenn Dubin". Non c'erano testimonianze su ciò che Giuffre fece effettivamente.